# Guillaume du Pré
Guillaume du Pré (auch: Williaume Dupré, * im 13. oder 14. Jahrhundert; † im 14. Jahrhundert) war ein im 14. Jahrhundert in Frankreich tätiger Bildschnitzer.

## Leben und Werk
Guillaume du Pré war 1323 an der Anfertigung des Portals des Kapitelsaales der Kartause von Gosnay im Artois tätig und wurde dort als „tailleur de coutel“ bezeichnet. 1322 bis 1324 wirkte er gemeinsam mit dem Bildhauer Jean de Saint-Omer am Klarissenkloster in Saint-Omer.